# Kastell Kleiner Feldberg
Das Kastell Kleiner Feldberg, in der Fachliteratur häufig Kastell Feldberg oder Feldbergkastell genannt, war ein römisches Militärlager, dessen Besatzung für Sicherungs- und Überwachungsaufgaben am Obergermanischen Limes zuständig war. Die Anlage wurde am Nordhang der zweithöchsten Erhebung im Taunus, dem Kleinen Feldberg errichtet. Dieser befindet sich im Hochtaunuskreis unterhalb der Hochtaunusstraße. Nahe dem Kastell liegt die Quelle der Weil. Mit seiner Nordmauer steht die Fortifikation auf der Grenze zwischen Glashütten und dem Schmittener Ortsteil Niederreifenberg. Die Höhenlage von mehr als 700 Metern über dem Meeresspiegel macht das Feldbergkastell zum höchstgelegenen Militärlager am gesamten Obergermanisch-Raetischen Limes. 

## Lage
Die am Kleinen Feldberg stationierten Soldaten hatte die Aufgabe, den benachbarten Feldbergpass am Roten Kreuz (688 m ü. NN) zu sichern, einen alten Straßenübergang über den Taunus. Der Verlauf des Limes kreuzte etwa einen Kilometer westlich des Kastells die Straße. Die Garnison wurde jedoch aus Gründen der Wasserversorgung nicht direkt an der Passstraße, sondern nahe der Quelle der Weil gegründet. Eine längs des Limes verlaufende Handelsstraße führte in Nordost-Südwest-Richtung quer durch die Fortifikation, das so auch den Verkehr auf dieser Verbindung kontrollierte.

## Forschungsgeschichte
Unter den Bewohnern der Region waren die Überreste des Kastellbads bereits vor dem Beginn der wissenschaftlichen Erforschung bekannt und wurden als „Heidenkirche“ angesprochen. Spätestens seit dem Ende des 18. Jahrhunderts ist der römische Ursprung dieser Baureste gesichert. Erste archäologische Ausgrabungen am Feldbergkastell fanden kurz nach der Mitte des 19. Jahrhunderts statt, systematische wissenschaftliche Untersuchungen folgten ab 1892, zunächst durch die Reichs-Limeskommission, später durch das Saalburgmuseum.
Zuletzt wurde das Kastell in den Jahren 2004/2005 vor dem Hintergrund der damals zu erwartenden und inzwischen erfolgten Anerkennung des Limes als UNESCO-Weltkulturerbe umfassend restauriert.

## Baugeschichte

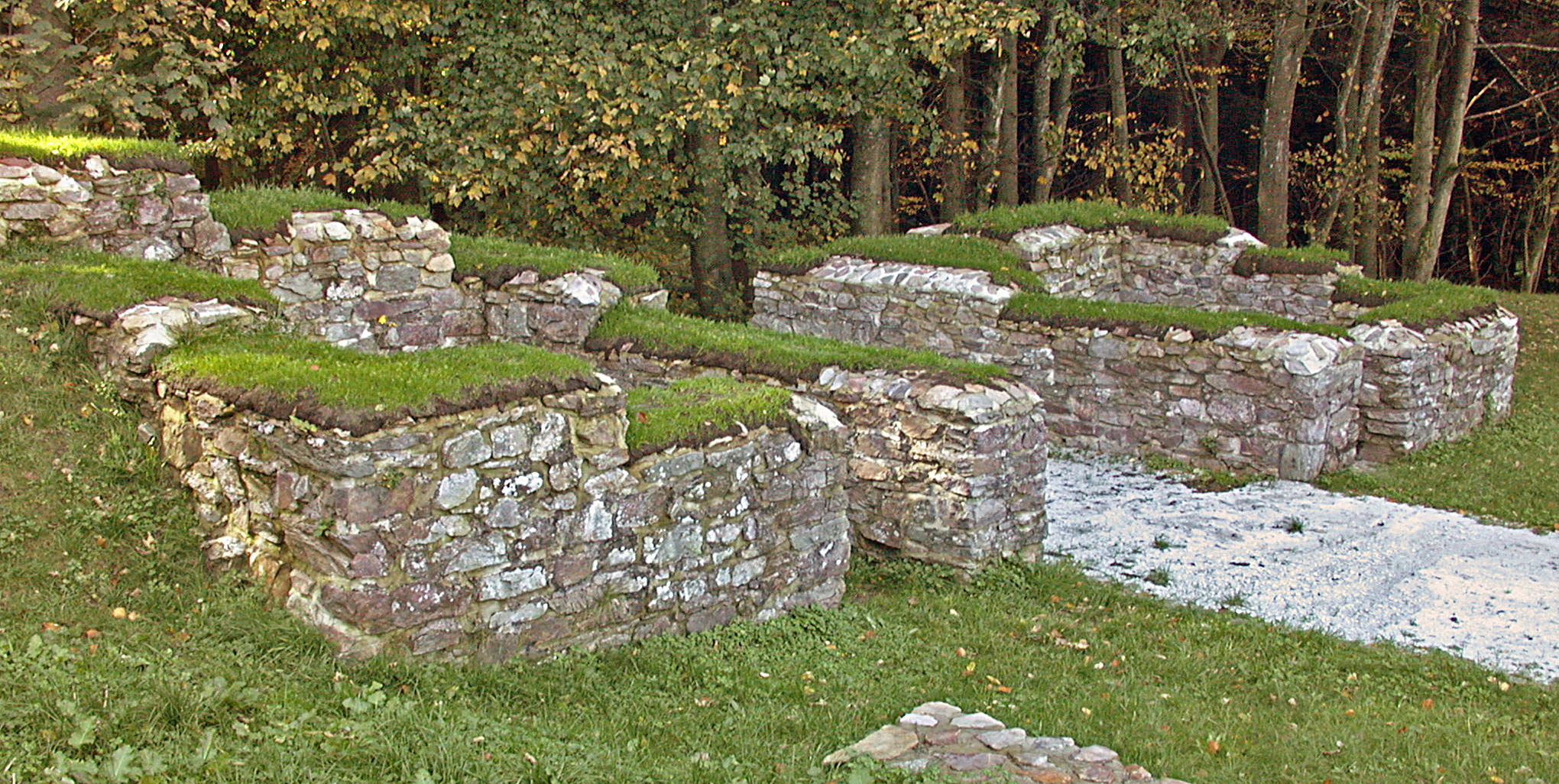
Porta principalis sinistra, Innenansicht

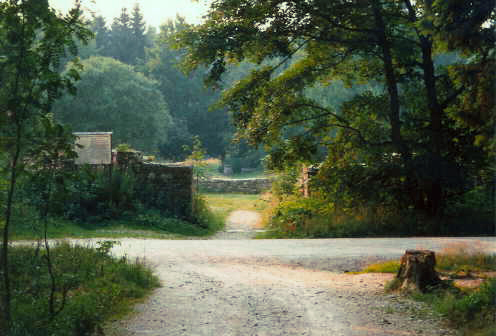
Außenansicht der Porta decumana vor der Restaurierung

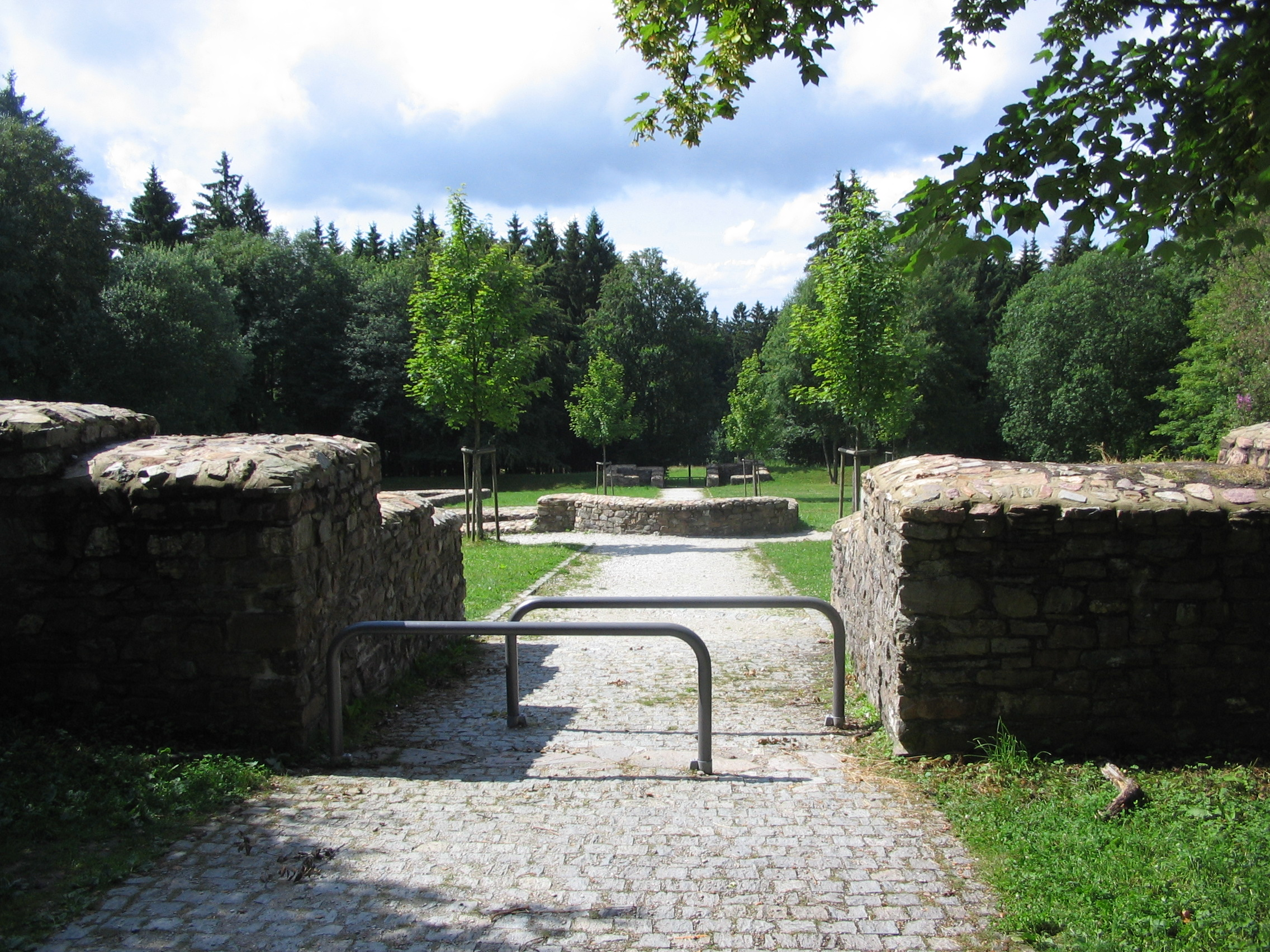
Blick vom rückwärtigen Tor (Porta decumana) auf die Apsis des Fahnenheiligtums und weiter zum vorderen Tor (Porta praetoria), das dem Limes zugewandt ist; nach der Restaurierung

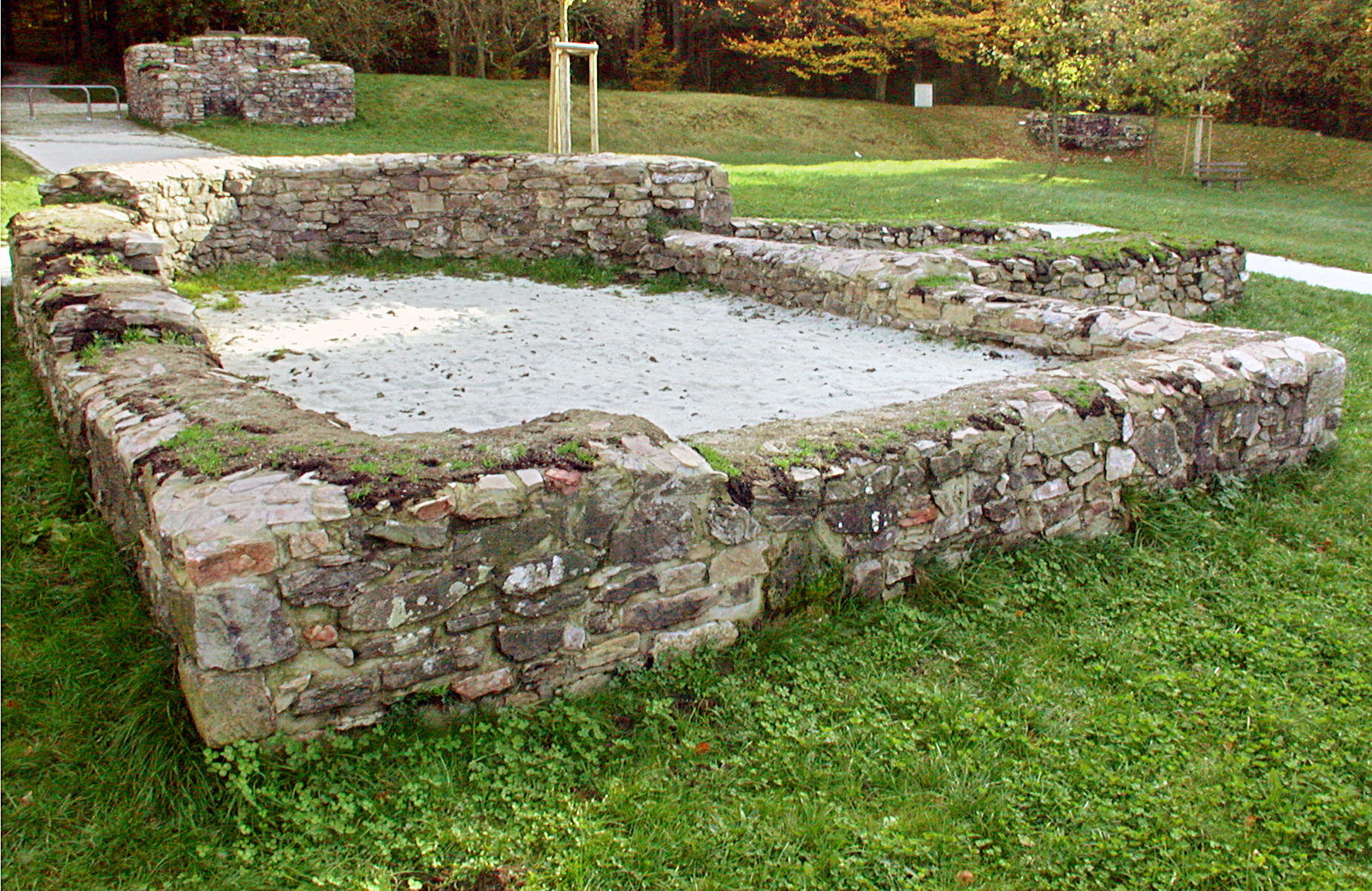
Grundmauern der Principia (Stabsgebäude) mit Apsis des Fahnenheiligtums

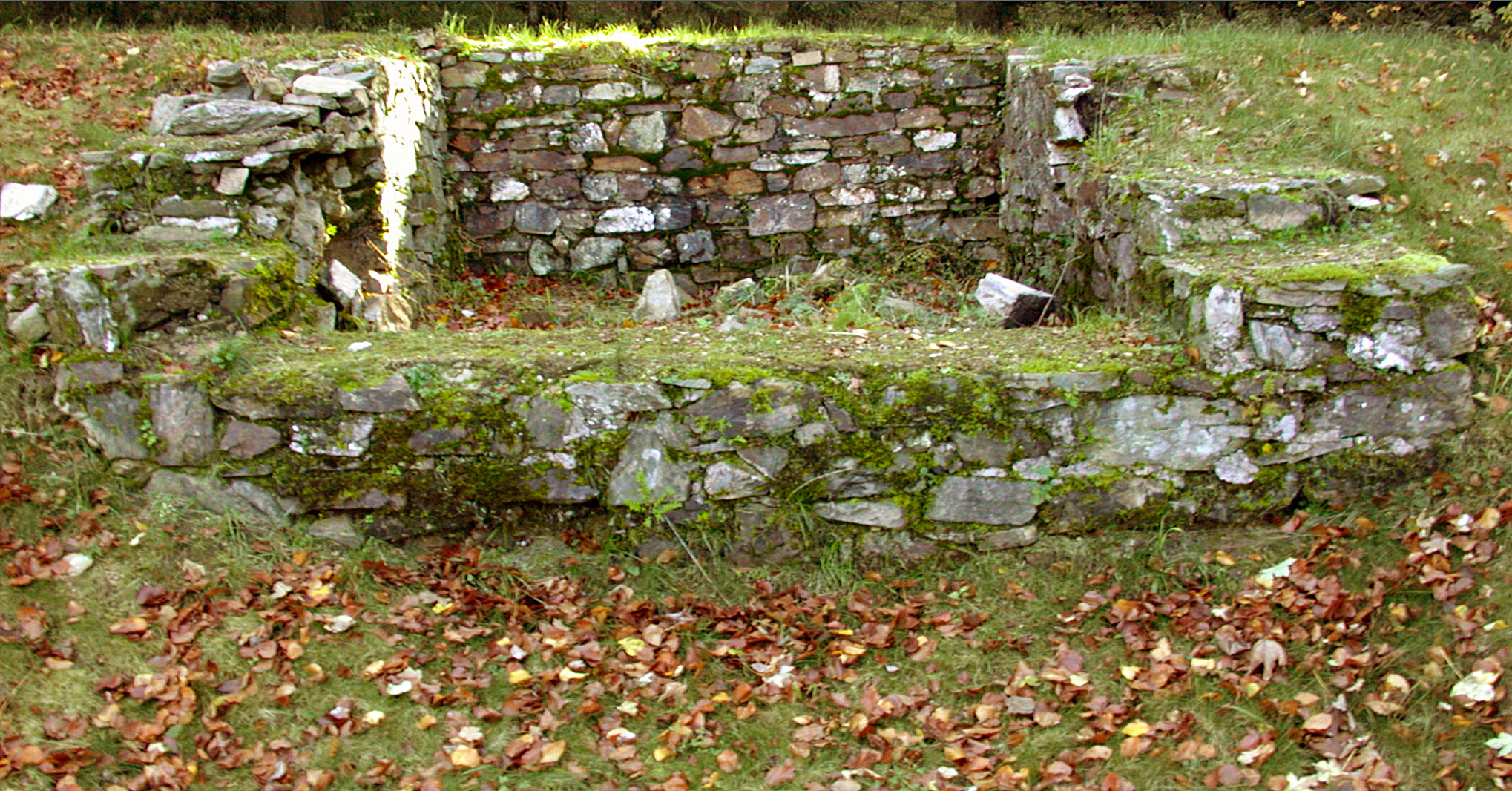
Grundmauern des südwestlichen Eckturms

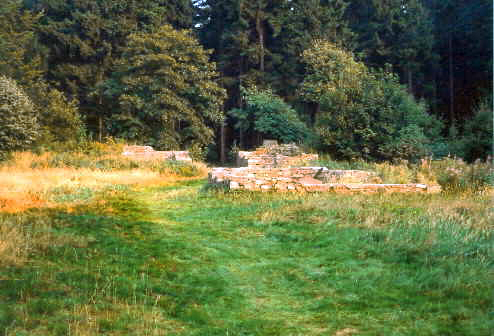
Fahnenheiligtum mit der Porta principalis sinistra im Hintergrund, Zustand vor der Restaurierung

Das Feldbergkastell wurde um 150 n. Chr. erbaut. Darauf weisen die Kleinfunde und die Dendrodatierung einer Quellfassung im Vicus hin. Die Münzreihe weist ein erstes Maximum um 160 n. Chr. auf. Die rechteckige Anlage besaß mit den Abmessungen von 78 × 93 Metern eine Größe von gut 0,7 Hektar. Die Umfassungsmauer wurde aus unregelmäßigen, vermörtelten Quadersteinen errichtet. Anschließend erfolgte ein weißer Verputz sowie die für römische Militärbauten typische Scheinfugenbemalung, welche ein sorgfältig gesetztes Quadermauerwerk vortäuschten sollte. Die Wehrmauer war von einem einfachen Spitzgraben umgeben. In jeder der vier abgerundeten Mauerecken stand je ein an die Umfassungsmauer gelehnter Turm. Im Inneren wurde entlang der Mauer der Agger aufgeschüttet. Dies war ein Erddamm, der bis unter die Höhe der Zinnen reichte und als Wehrgang diente. Mit seiner Prätorialfront, an der sich die  Porta praetoria (Haupttor) befand, orientierte sich die Gesamtanlage nach Nordwesten. Dort verlief in rund 100 Metern Entfernung der Limes. Alle vier Tore des Kastells waren von Doppeltürmen flankiert.
Das Mauergeviert des Feldbergkastells umschloss einige Steinbauten, darunter das Fahnenheiligtum der zentral angelegten Principia (Stabsgebäude) sowie ein nordwestlich davon gelegenes Horreum (Getreidespeicher). Ein weiteres Steingebäude bestand östlich des Stabsgebäudes, das möglicherweise als Praetorium (Wohnhaus des Kommandanten) anzusprechen ist. Die meisten Bauten im Lagerinneren waren jedoch aus Holz und Fachwerk errichtet worden und sind nicht mehr sichtbar erhalten. Eine in dieser Weise erbaute Mannschaftsbaracke konnte im südlichen, rückwärtigen Lagerteil – der Retentura – unmittelbar westlich der Principia nachgewiesen werden. Werkstätten und Stallungen, gleichfalls in Holzbauweise, befanden sich östlich der zur Porta praetoria nach Norden führenden Via praetoria. Weitere gesicherte Fundamente entlang der Querstraße könnten zum Terrassieren des abfallenden Geländes gedient haben. Darüber hinaus waren Brunnen und Zisternen vorhanden. Aus dem Kastellareal stammen Haarfragmente einer Großbronze, welche in die Zeit um 230 n. Chr. datieren.

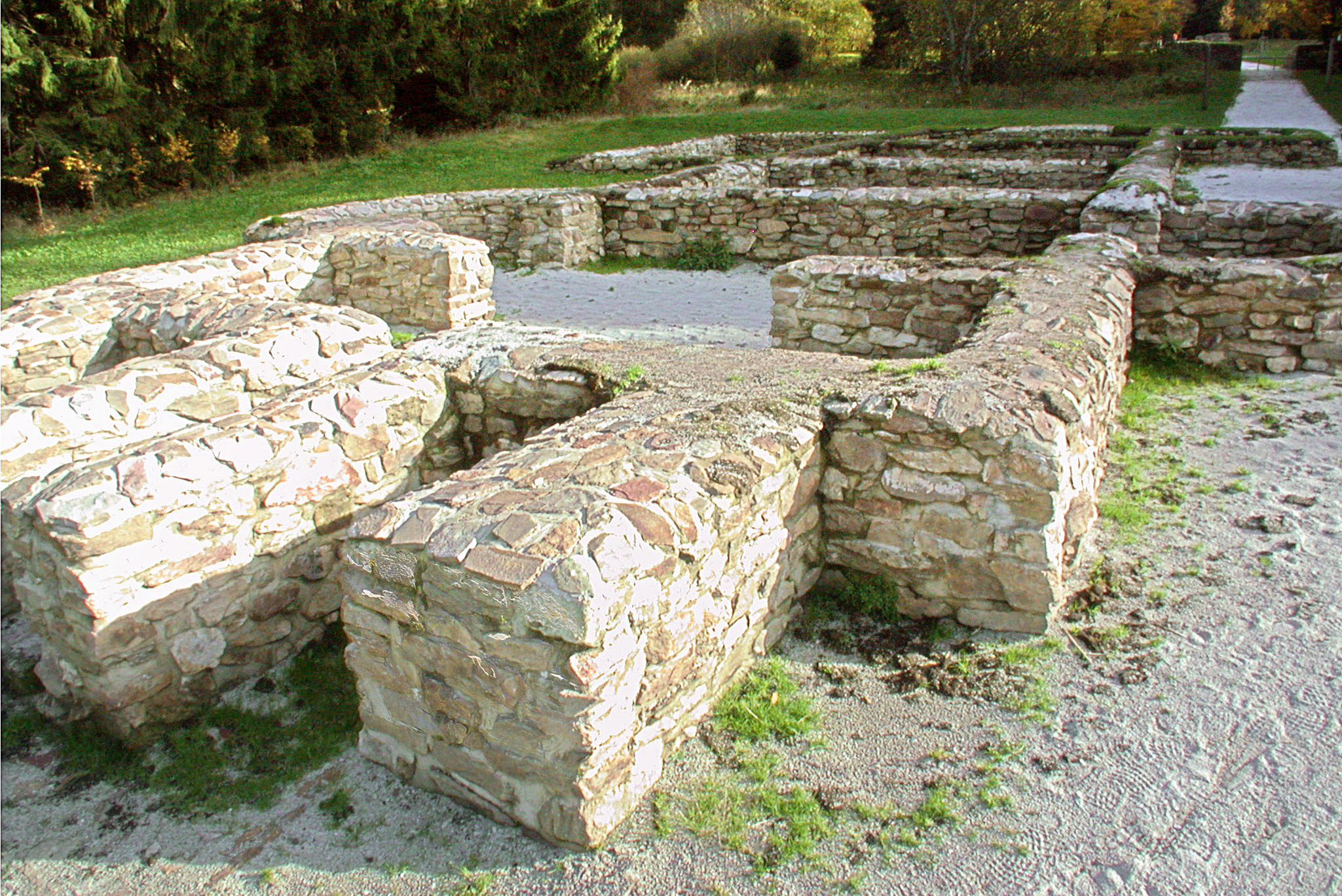
Kastellbad, im Hintergrund die Porta praetoria (Haupttor)

Außerhalb des eigentlichen Kastells, in Richtung zum Limes, befand sich das Militärbad. Die Grundmauern dieses Balineums wurden im Rahmen der 2004/2005 durchgeführten Restaurierungsmaßnahmen wiederhergestellt.
Das Kastell am Kleinen Feldberg bestand bis in die Zeit der innen- und außenpolitischen sowie wirtschaftlichen Krise des Imperiums um die Mitte des 3. Jahrhunderts (Limesfall).

## Vicus
Der zum Kastelle gehörende Vicus (Zivilsiedlung) mit den Familienangehörigen der Soldaten sowie romanisierten Einheimischen befand sich in zwei getrennten Siedlungskernen südwestlich und südöstlich des Wehrbaus an den von den jeweiligen Toren ausgehenden Straßen. Er bestand vor allem aus langgestreckten und dicht aneinandergebauten Häusern. Ackerbau war wegen der ungünstigen Klima- und Bodenbedingungen in dieser Gegend nicht möglich. Neben handwerklichen Dienstleistungen für das Kastell betrieben die Bewohner wohl vor allem Handel, Viehzucht, Jagd und Holzfällerei. Heute sind keine Überreste des Vicus mehr sichtbar. Ein Gräberfeld konnte südwestlich der Garnison lokalisiert werden.

## Truppe
Das Kastell diente einem Numerus, einer Hilfstruppe von rund 160 Mann, als Unterkunft. Hierbei handelte es sich um die teilberittene Exploratio Halicanensium („Aufklärungseinheit aus Halicanum“), die vermutlich in dem pannonischen Ort Halicanum, dem heutigen Dorf Szerdahely in Ungarn, rekrutiert worden war. 

## Umgebung

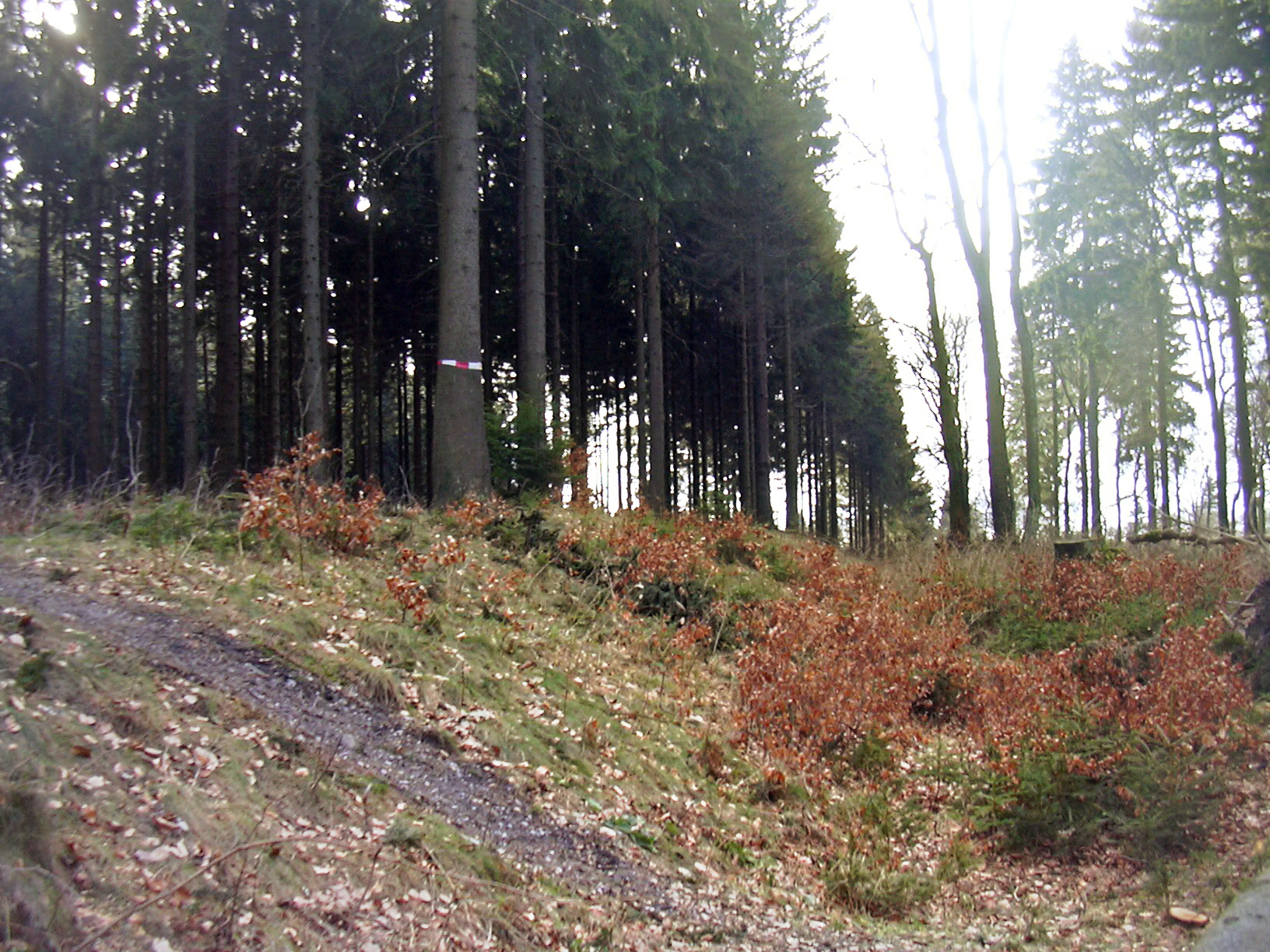
Stark verändert, strukturell jedoch noch erkennbar: der Limes am Pass Rotes Kreuz

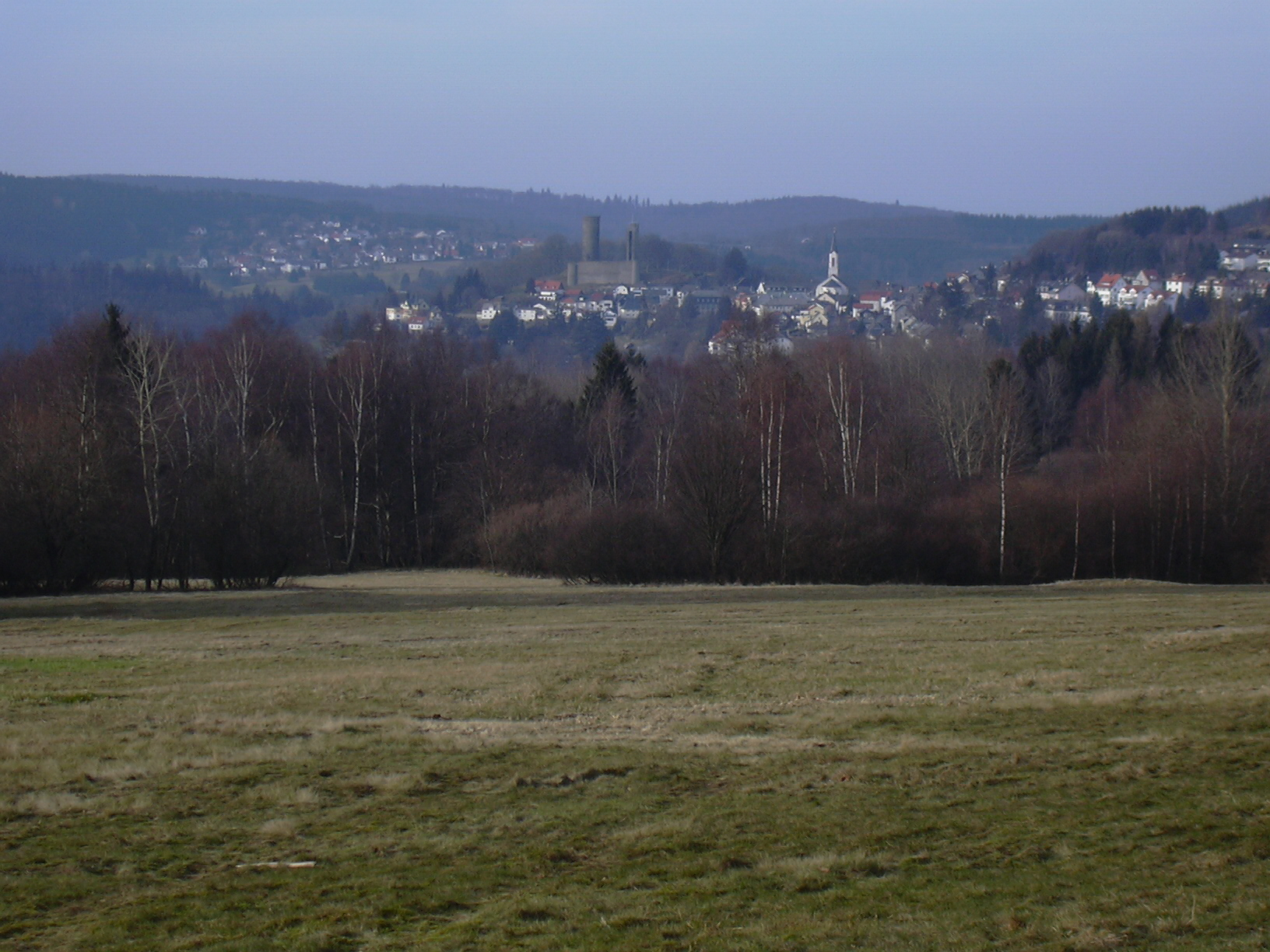
Reifenberger Wiesen, Burgruine und Ort Oberreifenberg

Der Limes hat sich vom Feldbergkastell bis zur benachbarten Saalburg im Osten durch seine abseitige Lage in den Wäldern des Taunus sehr gut erhalten können. Auf vielen Kilometern kann dem Verlauf von Wall und Graben gefolgt werden. Hier befinden sich auch noch einige kleinere Bauwerke, die teilweise in ihren Fundamenten konserviert wurden, zumindest aber im Gelände wahrnehmbar sind. Darunter ist auch das Kleinkastell Altes Jagdhaus, ein eintoriges Steinkastell aus der Mitte des 2. Jahrhunderts von rund 630 Quadratmetern Größe.
Die Quelle der Weil liegt 200 m südöstlich des Kastells aufwärts im Fichtenwald. Das Relikt einer vor Ort gefundenen hölzernen Wasserleitung (Deuchel) wurde mittels Dendrochronologie auf etwa 170 n. Chr. datiert.
Die Römer erreichten das Feldbergkastell über die Feldbergstraße, den sogenannten Pflasterweg, eine Verbindung über den Taunuskamm zum Fuchstanz, am Altkönig-Hang vorbei (Haderweg) über die Hünerbergwiesen und dann über die Stierstädter Gemarkung nach Niederursel zur Saalburgstraße, die das römische Nida am Nordtor verließ. Die als Naturschutzgebiet ausgewiesenen Reifenberger Wiesen nordwestlich des Kastells sind die höchstgelegenen ihrer Art im Taunus. Hier lagen in römischer Zeit die Weiden zur Versorgung der Zivilsiedlung.

## Denkmalschutz
Das Kastell Kleiner Feldberg und die anschließenden Limesbauwerke sind als Abschnitt des Obergermanisch-Raetischen Limes seit 2005 Teil des UNESCO-Welterbes. Außerdem sind sie Bodendenkmale nach dem Hessischen Denkmalschutzgesetz. Nachforschungen und gezieltes Sammeln von Funden sind genehmigungspflichtig, Zufallsfunde sind an die Denkmalbehörden zu melden.
Die Anlage wird von den Staatlichen Schlösser und Gärten Hessen betreut.